# Gesta (Lalín)
Gesta (oficialmente San Fiz da Xesta) es una parroquia española del municipio de Lalín, perteneciente a la provincia de Pontevedra, en la comunidad autónoma de Galicia.

## Historia
Hacia mediados del siglo XIX, el lugar, ya por entonces perteneciente a Lalín, tenía contabilizada una población de 260 habitantes. Aparece descrito en el octavo volumen del Diccionario geográfico-estadístico-histórico de España y sus posesiones de Ultramar de Pascual Madoz con las siguientes palabras:

GESTA (San Pedro Feliz de la): felig. en la prov. de Pontevedra (10 leg.), part. jud. y ayunt. de Lalin, dióc. de Lugo: sit. á la der. del r. Asneiro con libre ventilacion y clima sano. Tiene unas 50 casas distribuidas en las ald. de Carrás, Debesa, Ferbenza, Gesta, Medelo, Navallo, Pazo, Pontenoufe, Sanfiz, Sante y Vila. La igl. parr. (San Pedro Feliz) es aneja de la de San Juan de Botos, con la cual confina, y con las de Villanueva y Sisto. El terreno participa de monte y llano, y es de buena calidad, abundando en aguas de fuente que sirven para beber y otros usos. Ademas de los caminos locales, cruza por esta felig. la carretera de Santiago á Orense. Hay aqui una carteria donde se recibe la correspondencia 3 veces á la semana, y se distribuye para varios pueblos comarcanos. prod.: maiz, centeno, trigo, patatas, castañas, legumbres, hortaliza y pastos; se cria ganado vacuno, de cerda, mular, lanar y cabrio; caza y pesca de varias clases. ind.: la agrícola y molinos harineros. pobl.: 52 vec., 260 alm. contr.. con su ayunt. (V.)
(Madoz, 1847, p. 392)

En 2022, tenía empadronados 218 habitantes.